# Amelanchier quinti-martii
Amelanchier quinti-martii är en rosväxtart som beskrevs av Lalonde. Amelanchier quinti-martii ingår i släktet häggmisplar, och familjen rosväxter. Inga underarter finns listade i Catalogue of Life.